# The Devastations
The Devastations est un groupe de rock indépendant australien, originaire de Melbourne.

## Biographie
Le groupe est formé en 2002 par Tom Carlyon, Hugo Cran et Conrad Standish, à la mort de leur groupe précédent Luxedo. À l'origine appelé The Devastations, pour imiter le style de groupes comme The Temptations, le « The » est plus tard jeté.
Ils signent chez Beggars Banquet Records, publiant trois albums qui font l'objet de tournées intensives en Europe, où vivent deux des membres. Leur premier album est reconnu meilleur premier album de 2004  par Rolling Stone Allemagne. Ils sont nommés aux Australian Music Prizes, récompense nationale, pour l'album Coal en 2005. et une fois supplémentaire en 2007  après la parution de Yes, U, reconnu meilleur album de 2007 pour un EG Award, récompense de critique de magazine spécialisé.
Devastations enregistre une reprise du morceau All Cats Are Grey de The Cure (1981) pour l'album-hommage Perfect as Cats: A Tribute to the Cure, publié en octobre 2008 par le label Manimal Vinyl. En 2009, Devastations collaborent avec le groupe new-yorkais Blonde Redhead pour une chanson qui sera incluse dans l'album Dark Was the Night produit par la Red Hot Organization.
En 2010, Devastations est séparé, même si Carlyon et Standish se réunissent par la suite sous le nom Standish/Carlyon, publiant un album intitulé Deleted Scenes en 2013.

## Membres
- Tom Carlyon - guitare, piano
- Hugo Cran - batterie
- Conrad Standish - voix, basse

## Discographie
- 2004 : The Devastations (Munster/Cargo Records)
- 2006 : Coal (Beggars Banquet Records)
- 2007 : Yes, U (Beggars Banquet Records)